# Sillon du sinus pétreux inférieur
Le sillon du sinus pétreux inférieur est la gouttière osseuse de la base interne du crâne située dans la fosse crânienne postérieure contenant le sinus pétreux inférieur. Il est formé par la jonction de la partie pétreuse de l'os temporal et de la partie basilaire de l'os occipital complété par le cartilage de la fissure pétro-occipitale.